# Chilo densella
Chilo densella là một loài bướm đêm trong họ Crambidae.